# Ганс Сельє
Ганс Се́льє (англ. Hans Selye), уроджений Янош Гуго Бруно Шеє (угор. Selye János Hugo Bruno; 26 січня 1907, Відень — 16 жовтня 1982, Монреаль) — видатний канадський ендокринолог австро-угорського походження, лікар, основоположник вчення про стрес, біолог зі світовим ім'ям, патофізіолог, директор Інституту експериментальної медицини і хірургії (з 1976 року Міжнародний інститут стресу) у Монреалі — протягом майже п'ятдесяти років розробляв проблеми загального адаптаційного синдрому і стресу, творець вчення про гіпофізарно-адреналову систему.

## Життєпис
Ганс Сельє народився 26 січня в 1907 році у Відні в сім'ї військового лікаря-терапевта, угорця за походженням, Г'юґо Сельє, який мав власну хірургічну клініку в місті Комарно (Австро-Угорщина). Мати Ганса родом з Австрії. Після розпаду Австро-Угорської імперії містечко опинилося на території Чехословаччини, і саме в цій країні Сельє отримав освіту — на медичному факультеті Празького університету (1922 рік). Потім він продовжив навчання в Римі і Парижі. Після закінчення навчання у віці 22 років протягом двох років був асистентом кафедри експериментальної патології. Отримав в 1931 році Рокфеллерівську стипендію, працював в університеті Джона Гопкінса (США), а з 1932 року в університеті МакГілла (Канада).
У післявоєнній Європі Сельє не знайшов собі місця й емігрував за океан.
З 1945 по 1976 рік він директор Інституту експериментальної медицини і хірургії Монреальського університету, професор. У 1979 році Сельє разом з Алвіном Тофлером організував канадський Інститут стресу.
Ще в Празі, працюючи в університетській клініці інфекційних хвороб, Сельє звернув увагу на те, що перші прояви різноманітних інфекцій абсолютно однакові; відмінності з'являються через кілька днів, а початкові симптоми одні і ті ж.
Тоді ж він став розробляти свою гіпотезу загального адаптаційного синдрому, згідно з якою хвороботворний фактор володіє пусковою дією, що включає вироблені в процесі еволюції механізми адаптації.
Сельє розглядав фізіологічний стрес як відповідь на будь-які пред'явлені організму вимоги, і вважав, що з якими б труднощами не зіштовхнувся організм, з ними можна впоратися двома типами реакцій: активною, або боротьби, і пасивною, або втечі від труднощів чи готовності терпіти їх.
Сельє не вважав стрес шкідливим, а розглядав його як реакцію, що допомагає організму вижити.